# 知昌狸藻
知昌狸藻（学名：Utricularia chiakiana）为狸藻属浮水生或贴水生食虫植物。其原产于委内瑞拉。1997年，小宮定志和柴田知昌正式描述了知昌狸藻。